# Camperol cua de ventall

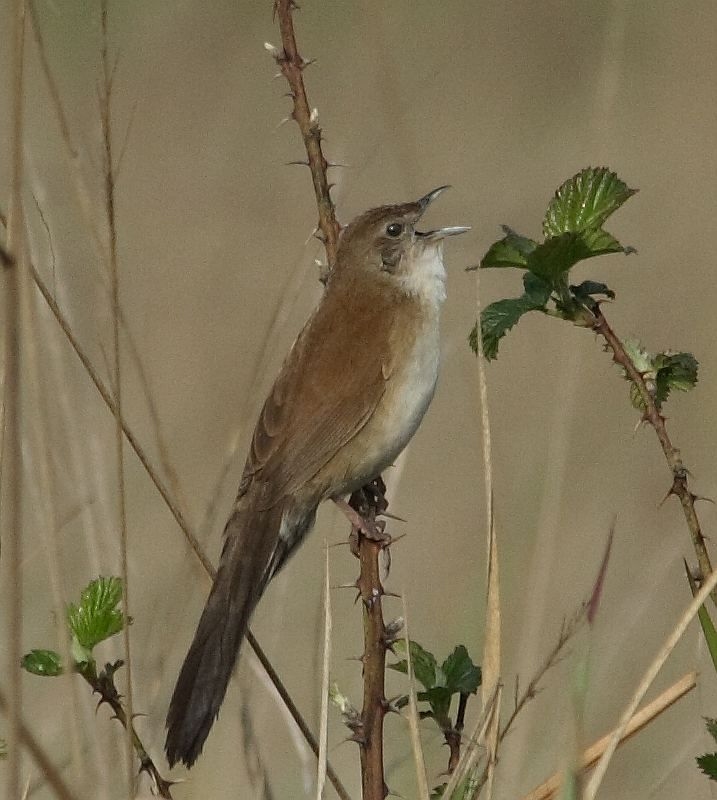
Espécimen de Camperol cua de ventall.

El camperol cua de ventall (Catriscus brevirostris; syn: Schoenicola brevirostris) és una espècie d'ocell de la família dels locustèl·lids (Locustellidae), únic membre del gènere monotípic Catriscus. Es troba en una ampla distribució discontinua per l'Àfrica subsahariana. El seu hàbitat natural principal són els herbassars tropicals i subtropicals temporalment humids o inundables. El seu estat de conservació es considera de risc mínim.

## Taxonomia
Segons la llista mundial d'ocells del Congrés Ornitològic Internacional (versió 13.2, agost 2023) aquest tàxon estaria classificat en el gènere monotípic Catriscus. Tanmateix, altres obres taxonòmiques, com el Handook of the Birds of the World i la quarta versió de la BirdLife International Checklist of the birds of the world (Desembre 2019), el classifiquen dins del gènere Schoenicola.